# 拿日雍错
拿日雍错（藏語：ན་ར་ཡུ་མཚོ，威利转写：na ra yu mtsho，THL：Nara Yutso）位于中国西藏自治区山南市错那县境内，地处错那县西北部，喜马拉雅山东段北坡的山间盆地内，南距县政府驻地错那镇35公里。湖面海拔4755米，面积26.8平方公里。湖区气候干寒，年均气温2～6℃左右，年均降水量300毫米。湖水主要靠地表径流补给。集水区面积171.2平方公里。